# Tetiana Biłenko
Tetiana Heorhijiwna Biłenko ukr. Тетяна Георгіївна Біленко, z domu Soroczynśka (ur. 23 listopada 1983 w Charkowie) – ukraińska tenisistka stołowa, uczestniczka igrzysk olimpijskich w Pekinie (2008), Londynie (2012) i Rio de Janeiro (2016). 

## Igrzyska olimpijskie
Na swoich pierwszych igrzyskach w 2008 roku zdołała jedynie dotrzeć do pierwszej rundy, w której przegrała. Dało jej to odległe, 49. miejsce. Na następnych igrzyskach, które odbywały się w Londynie, w pierwszej rundzie pokonała Kolumbijkę Paulę Medinę 4-1, zaś w drugiej przegrała z Rumunką Danielą Dodean 3-4. Dało jej to 33. miejsce w końcowej klasyfikacji. Na swoich trzecich igrzyskach rozgrywających się w Rio de Janeiro zajęła 17. miejsce. W drugiej rundzie wygrała z Czeszką Ivetą Vacenovską, a w trzeciej została pokonana przez reprezentantkę Hongkongu Lee Ho Ching.